# Karl Jax

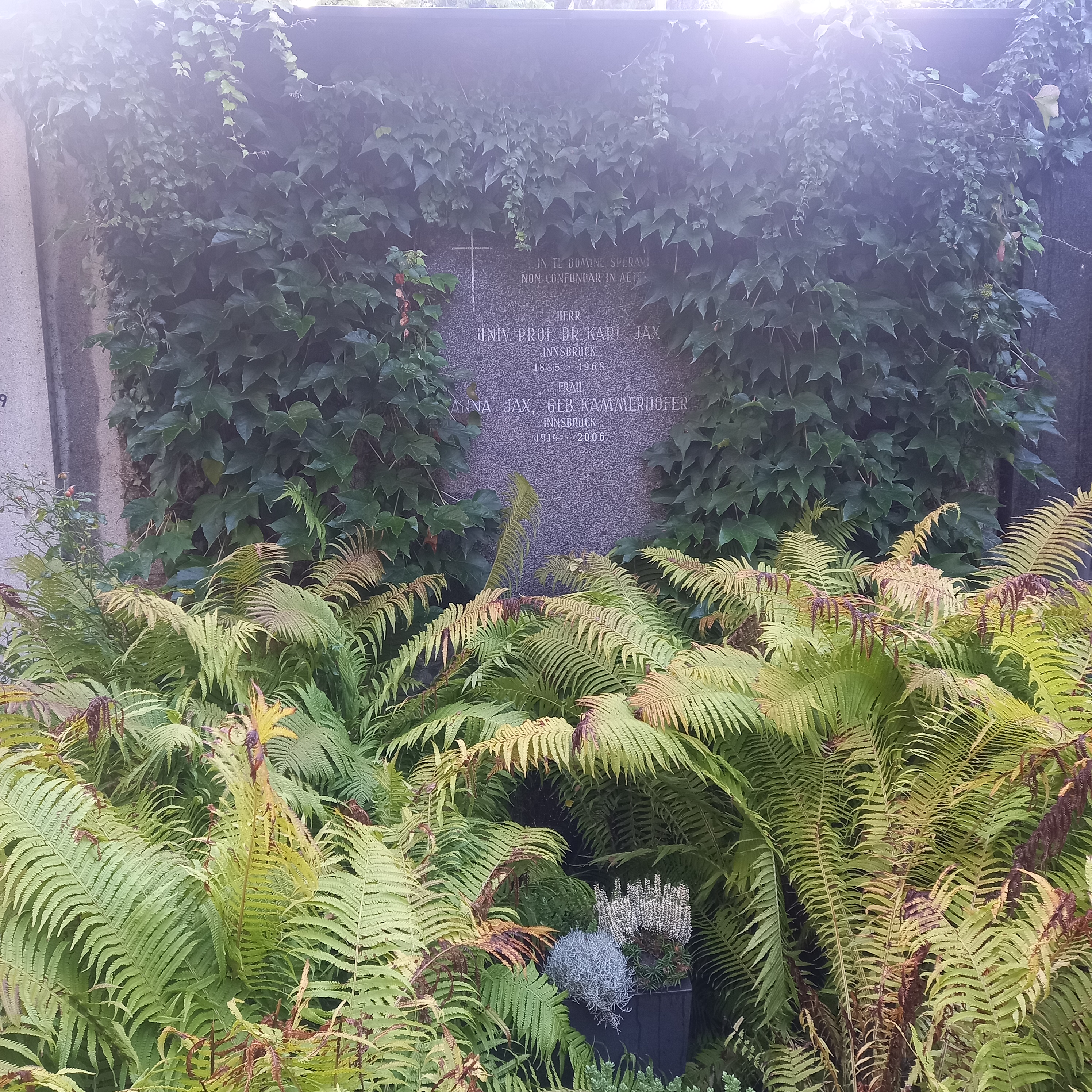
Das Grab von Karl Jax und seiner Ehefrau Anna geborene Kammerhofer auf dem Barbarafriedhof

Karl Jax (* 25. November 1885 in Linz; † 10. Februar 1968 in Innsbruck) war ein österreichischer Klassischer Philologe.

## Leben
Nach der Reifeprüfung am Akademischen Gymnasium zu Linz studierte Jax an der Universität Innsbruck Klassische Philologie, Geschichte und Archäologie bei Ernst Kalinka, Anton Zingerle, Friedrich Stolz, Alois Walde und Rudolf von Scala. Im Februar 1910 legte er die Lehramtsprüfung ab und begann den gymnasialen Probedienst in Innsbruck und Linz. Im Oktober 1910 wurde Jax an der Universität Innsbruck zum Dr. phil. promoviert. Seine erste Festanstellung erhielt er 1911 als „wirklicher Lehrer und Professor“ am Realgymnasium in Kufstein. 1921 wechselte er an das Gymnasium zu Innsbruck.
Neben der Tätigkeit im Schuldienst war Jax weiterhin in der Forschung tätig. 1933 habilitierte er sich an der Universität Innsbruck und hielt dort nebenamtlich Vorlesungen ab. Im Herbst 1936 wurde er als Nachfolger Julius Jüthners auf den Lehrstuhl für Klassische Philologie der Universität Innsbruck berufen. Da es sich um einen Erstruf handelte, wurde Jax als außerordentlicher Professor bestellt. Zum 30. Oktober 1945 wurde er zum Ordinarius ernannt. Nachdem er von 1946 bis 1947 Senator und von 1947 bis 1949 Dekan der Philosophischen Fakultät gewesen war, wurde er 1957 emeritiert.
In der akademischen Lehre hatte Jax drei Schwerpunkte: Die Methodik des altsprachlichen Unterrichts, lateinische Grammatik und Stilistik und die sogenannte reale Altertumskunde. Diese Tätigkeiten waren aus seiner jahrzehntelangen Erfahrung im Mittelschul- und Gymnasialunterricht erwachsen.
Jax’ wissenschaftliche Publikationen entwuchsen seiner Lehrtätigkeit und waren auf die Bedürfnisse der gymnasialen und universitären Öffentlichkeit abgestimmt. Neben einigen Aufsätzen zur Altertumskunde verfasste er das Lateinische Übungsbuch, das zuerst 1924 in Wien erschien und bis 1956 fünf Auflagen erlebte. Gemeinsam mit seinem Lehrer Ernst Kalinka erstellte er die gleichfalls 1924 veröffentlichte Kurzgefaßte lateinische Sprachlehre mit Übungsstücken.
Seit 1945 war er Ehrenmitglied der katholischen Studentenverbindung KÖHV Alpinia Innsbruck im ÖCV.